# قرار مجلس الأمن التابع للأمم المتحدة رقم 1010
قرار مجلس الأمن التابع للأمم المتحدة رقم 1010، المتخذ بالإجماع في 10 آب / أغسطس 1995، بعد التذكير بجميع القرارات المتعلقة بالحالة في يوغوسلافيا السابقة وإعادة التأكيد على القرار 1004 (1995)، طالب المجلس الصرب البوسنيين بالإفراج عن جميع الأشخاص المحتجزين والسماح بالوصول إليهم عن طريق المنظمات الإنسانية الدولية.
وأعرب مجلس الأمن عن قلقه من أن صرب البوسنة لم يفوا بمطالبه. ومن غير المقبول أن تنتهك القوات الصربية البوسنية المناطق الآمنة في سريبرينيتشا وشيبا. وأكد القرار من جديد التزام المجلس بالتوصل إلى تسوية تفاوضية للنزاعات في يوغوسلافيا السابقة يتم فيها احترام سيادة وسلامة أراضي دوله بشكل متبادل. كما ثار القلق بشأن انتهاكات القانون الإنساني الدولي واختفاء المدنيين في سريبرينيتشا وفي شيبا. وقد تم استنكار الطرف الصربي البوسني في هذا الصدد لعدم السماح للجنة الدولية للصليب الأحمر بالوصول إلى المدنيين.
وطالب المجلس صرب البوسنة بالسماح للمحتجزين بالوصول للجنة الدولية للصليب الأحمر ومفوض الأمم المتحدة السامي لشؤون اللاجئين واحترام حقوق المحتجزين ودعا إلى إطلاق سراحهم. يتحمل كل من ارتكب انتهاكات للقانون الدولي الإنساني المسؤولية الفردية. وأخيراً، طُلب من الأمين العام تقديم تقرير بحلول 1 أيلول / سبتمبر 1995 بشأن الامتثال لهذا القرار.

## روابط خارجية
- نص القرار في undocs.org